# Maturitas
Maturitas ist eine wissenschaftliche Fachzeitschrift, die vom Elsevier-Verlag im Auftrag der European Menopause and Andropause Society (EMAS) veröffentlicht wird. Die Zeitschrift wurde 1978 gegründet erscheint derzeit mit zwölf Ausgaben im Jahr. Es werden Arbeiten veröffentlicht, die sich mit gesundheitlichen Fragen des Menschen im mittleren und höheren Lebensalter beschäftigen.
Der Impact Factor lag im Jahr 2014 bei 2,942. Nach der Statistik des ISI Web of Knowledge wird das Journal mit diesem Impact Factor in der Kategorie Gynäkologie und Geburtshilfe an 14. Stelle von 79 Zeitschriften und in der Kategorie Geriatrie und Gerontologie an 22. Stelle von 50 Zeitschriften geführt.